# Pru

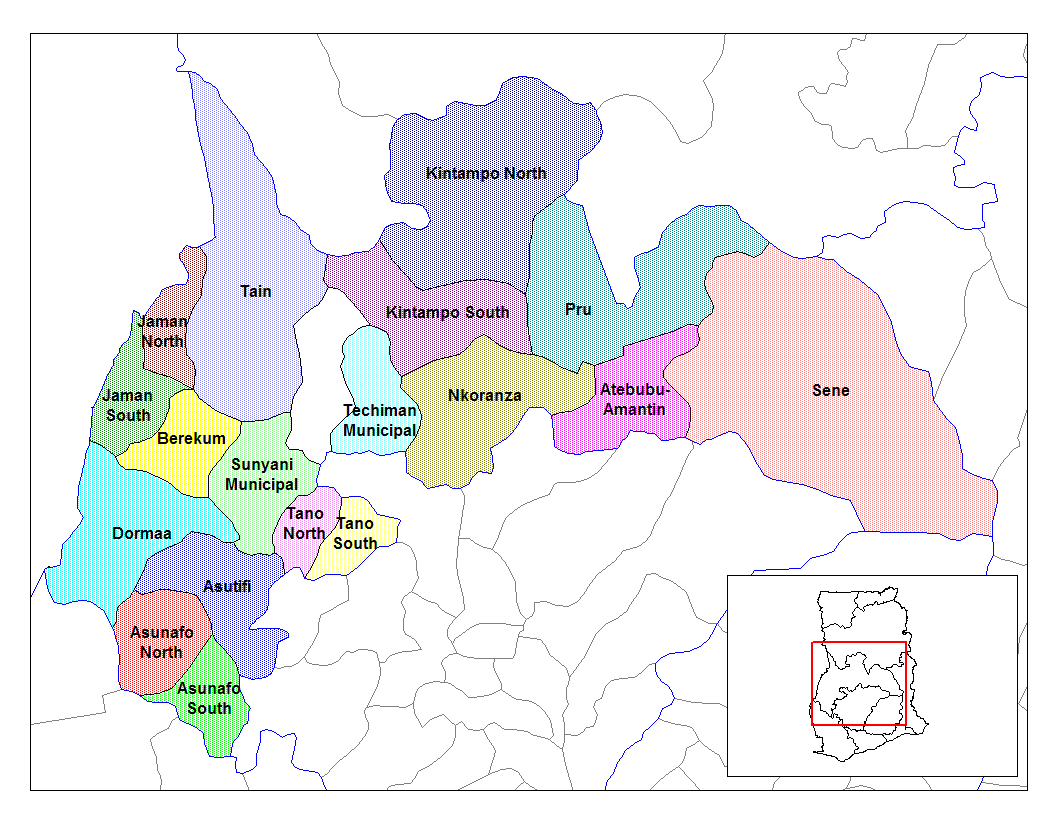
Mapa da região Brong-Ahafo; Pru encontra-se no centro-oeste, de cor verde

Pru é um distrito no centro-oeste da região Brong-Ahafo, no Gana.